# Helix SF
Helix SF a fost o revistă online trimestrială americană de ficțiune speculativă, editată de William Sanders și Lawrence Watt-Evans. Redactorul de poezie a fost Bud Webster.

## Istorie și profil
Sanders a început să publice revista în 2006 ca „un loc în care scriitorii puteau publica lucruri pe care niciuna dintre piețele obișnuite nu doreau să le atingă” fără nicio încercare „de a fi o publicație comercială”. Proiectul a fost susținut în întregime din donațiile cititorilor, cu toate că Sanders a subliniat în primul său editorial că intenția era de a face din Helix SF „o revistă online de calitate profesională”. Revista nu a avut o rubrică deschisă cererilor generale ale cititorilor.
Fiecare număr Helix SF conținea 7 povestiri, de la 4 până la 6 poezii, câteva coloane obișnuite și editoriale ale ambilor redactori. Revista a fost nominalizată la Premiul Hugo din 2008 pentru cel mai bun semiprozin, povestirea „Fată captivă” ("Captive Girl") de Jennifer Pelland, publicată în numărul din toamna anului 2006, a fost nominalizată la premiul Nebula din 2007 și poezia „Treisprezece moduri de a privi o gaură neagră" ("Thirteen Ways of Looking at a Black Hole") de Lawrence Schimel, publicată în numărul de iarnă 2007, a obținut locul 3 la Premiul Rhysling la categoria poezii scurte din 2007. Povestirea „The Button Bin” de Mike Allen, publicată în numărul din toamna anului 2007, a fost nominalizată la Premiul Nebula din 2008. Poezia „Căutare” ("Search") de Geoffrey A. Landis, publicată în numărul din toamna anului 2008, a câștigat Premiul Rhysling pentru poezie lungă în 2009.
În toamna anului 2008, Sanders a anunțat „Acesta va fi numărul final al Helix”.  Sanders a declarat că „poate că cel mai mult a contribuit eșecul continuu de a dezvolta o bază largă de sprijin. Nu că am avut vreodată nevoie de bani - am putut întotdeauna să plătim scriitorilor, dacă nu chiar tarife profesionale, cel puțin considerabil mai bune decât media webzine-lor - dar pe măsură ce lucrurile s-au precipitat, sprijinul a venit în principal doar de la un număr mic de donatori uimitor de generoși, mai degrabă decât de la o gamă largă de cititori." La 1 ianuarie 2009, arhivele Helix au fost eliminate de pe web și înlocuite cu o explicație privind decesul revistei și link-uri către mai multe povestiri din alte locuri. Întregul domeniu de net Helix nu este disponibil, deoarece înregistrarea domeniului nu a fost reînnoită.
Printre alți autori publicați se numără Jayme Lynn Blaschke, Bruce Boston, Adam-Troy Castro, Melanie Fletcher, Esther Friesner, Janis Ian, Jay Lake, Vera Nazarian, Michael H. Payne, Peg Robinson, Jane Yolen și Steven H Silver.

## Vezi și
- Listă de reviste de literatură științifico-fantastică